# Sibylle Geiger
Sibylle Geiger (Basilea, 7 ottobre 1930 – Basilea, 15 luglio 2020) è stata una costumista e scenografa svizzera.
Attiva dal 1950 al 1976 nel cinema e nel teatro. Nata in Svizzera ma da anni residente in Toscana, ha svolto molta parte della sua professione artistica presso i maggiori teatri italiani e, successivamente, a Cinecittà.
Ha frequentato personaggi come Alberto Giacometti, Jean Tinguely, Niki de Saint-Phalle, Ernst Ludwig Kirchner.

## Biografia
A sedici anni sceglie per l'iscrizione alla cittadina Accademia di Belle Arti.
A vent'anni si trasferisce a Parigi per frequentare una scuola di scenografia e costumi; incontra Giacometti, Jean Tinguely e Niki de Saint-Phalle. Inizia quasi subito a lavorare con Yves-Bonnat, scenografo del Balletto di Monte Carlo e del Ballett des Champs Elysées.
Nel 1952 firma un contratto con lo Staatstheater di Stoccarda come assistente dello scenografo Gerd Richter, di cui diviene presto collaboratrice per i costumi in vari teatri d'Europa, tra cui Monaco, Amburgo, Vienna fino al '55, anno della riapertura del Lindenoper di Berlino Est, con il Don Giovanni di Mozart.
Costumista allo Stadttheater di Lucerna, lavora al Don Carlos di Schiller, Il Barbiere di Siviglia, Medea, Iphigenie auf Tauris di Gluck, ed entra in contatto con Teo Otto, allora scenografo a Zurigo. 
Nel '59 incontra l'antropologa, coreografa e ballerina Katherine Dunham, con cui collabora. 
Nel ‘62 si sposta a Milano dove lavora come scenografa alla Compagnia Italiana di Prosa, e ai costumi in una commedia con Giorgio Albertazzi e Anna Proclemer. Lo stesso anno si trasferisce al Teatro Eliseo di Roma, dove entra in organico alla Nuova Compagnia del Dramma Italiano, diretta da Ruggero Jacobbi.
Il ritorno a Roma segna l'ingresso nel mondo del cinema e l'inizio di una nuova stagione artistica che durerà fino al 1976. 
Tra Cinecittà e la Spagna, Sibylle Geiger affianca registi e attori tra cui sono Alfonso Brescia, Giuliano Gemma, Peter Lee Lawrence, Amerigo Anton, Lucio Fulci, Joaquin Luis Marchent.
Rientra in Svizzera nel 1976, dove inizia a dipingere. A Roma fa definitivamente ritorno solo nel 1993 e dirige per tre anni una galleria d'arte dove, maturato il cammino della propria pittura, nel 1996 presenta la sua prima personale di opere su tela.
Nel 2006 con due mostre distinte espone a Bologna, presso il Circolo Artistico, i disegni di scene e costumi realizzati nella sua carriera, e i dipinti dal ‘90 ad oggi.
L'anno successivo, viene reso omaggio alla sua opera e alla sua carriera mediante una retrospettiva allestita presso il Castello Pasquini, a Castiglioncello (LI).
Nel 2007, le viene assegnato il Premio Internazionale di Pittura Scultura e Arte Elettronica “Guglielmo Marconi”, per l'Arte e il Teatro.

## Teatro
Sibylle Geiger ha lavorato come scenografa e costumista in parecchi teatri d'Europa.

## Cinema
Dal 1965 Sibylle Geiger lavora come costumista per il cinema italiano, sia per spaghetti western che per molti film di Franco Franchi e Ciccio Ingrassia, a fianco dei registi Gianni Grimaldi e Marcello Ciorciolini.
Lavora in Felicità perduta (serie televisiva, 1966), The man who never was (serie televisiva, 1966), I barbieri di Sicilia (1967); I giorni della violenza, Killer calibro 32, 7 winchester per un massacro, Violenza al sole, I due deputati, Crepuscolo di fuoco, Zorro il cavaliere della vendetta.

## Filmografia

### Cinema
- I tre spietati (El sabor de la venganza), regia di Joaquín Luis Romero Marchent (1964)

- Voltati... ti uccido!, regia di Alfonso Brescia (1967)
- Zorro alla corte d'Inghilterra, regia di Franco Montemurro (1969)
- Zorro, il cavaliere della vendetta (El Zorro, caballero de la justicia), regia di José Luis Merino (1971)